# Isodictya echinata
Isodictya echinata är en svampdjursart som beskrevs av Thomas och Matthew 1986. Isodictya echinata ingår i släktet Isodictya och familjen Isodictyidae. Inga underarter finns listade i Catalogue of Life.